# Parascudderia
Parascudderia is een geslacht van rechtvleugeligen uit de familie sabelsprinkhanen (Tettigoniidae). De wetenschappelijke naam van dit geslacht is voor het eerst geldig gepubliceerd in 1891 door Brunner von Wattenwyl.

## Soorten
Het geslacht Parascudderia omvat de volgende soorten:
- Parascudderia dohrni Brunner von Wattenwyl, 1891
- Parascudderia secula Grant, 1960
- Parascudderia setrina Grant, 1960
- Parascudderia strigilis Grant, 1960
- Parascudderia tripunctata Scudder, 1875